# Герхард VI (граф Гольштейн-Рендсбурга)
Герхард VI (нем. Gerhard VI; 1367 — 4 августа 1404) — граф Гольштейн-Рендсбурга с 1382 года, герцог Шлезвига с 1386 года.

## Биография
Сын Генриха II Гольштейн-Рендсбургского и Ингеборги Мекленбургской. Наследовал отцу между 1381 и 1384 годами. Правил совместно с младшим братом — Альбрехтом II.
15 сентября 1386 года получил в лён от датского короля Олафа III герцогство Шлезвиг.
В 1390 году Маргарита Датская передала ему Фординбург. В 1390 году вместе с братом и дядей унаследовал Гольштейн-Плён и Гольштейн-Киль. В 1397 году умер дядя (Николай), и братья разделили свои владения: Альбрехт II получил Гольштейн-Сегебург, Герхард VI — Гольштейн-Рендсбург.
В 1403 году Альбрехт II погиб, и после его смерти Герхард VI объединил в своих руках весь Гольштейн кроме Пиннеберга. Однако уже 4 августа 1404 года он был убит в битве при Хамме.
Герхард VI с 1391 года был женат на Катерине Елизавете фон Брауншвейг-Люнебург, дочери герцога Магнуса II. Дети:
- Генрих IV (1397—1427), герцог Шлезвига, граф Гольштейна
- Ингеборга (1398—1465)
- Хелвига (ок. 1400—1436), жена Дитриха Ольденбургского, мать короля Дании Кристиана I.
- Адольф VIII (1401—1459), герцог Шлезвига, граф Гольштейна
- Герхард VII (1404—1433), герцог Шлезвига, граф Гольштейна.

По завещанию Герхарда VI регентшей их малолетних сыновей стала Елизавета Брауншвейг-Люнебургская. Свои права на наследство предъявил брат Герхарда VI Генрих, епископ Оснабрюка, захвативший власть в Гольштейне и Шлезвиге. При посредничестве Маргариты Датской было заключено соглашение, согласно которому он получал Гольштейн, а Шлезвиг оставался у его племянников при его регентстве (до 1413).